# Ricard Casals i Alexandri
Ricard Casals i Alexandri (Barcelona, 1949) és un enginyer de so català.
Des de 1966 a 1970, compagina els estudis tècnics amb la participació en grups musicals: Els Mussols, grup de rock i pop en català (de 1966 a 1968), i Els Baldufes (de 1968 a 1970), amb els que grava un disc EP de 4 cançons (Els 4 Vents, 1969).
A finals de 1969 s'inicia en l'enregistrament musical als estudis Gema 2 de Barcelona (ja desapareguts), on grava i mescla, entre d'altres: Maria del Mar Bonet, Orquestra Mirasol, Ia i Batiste, Antonio Machín, Companyia Elèctrica Dharma, Dolors Laffitte, Toti Soler, Pau Riba, Jordi Sabatés, Màquina!, Pi de la Serra, Moncho, Ovidi Montllor, Núria Feliu, Jaume Sisa i La Trinca.
L'any 1975 s'incorpora al grup de cançó i animació infantil Ara Va de Bo. També participa en els 2 discos LP del grup de cançó tradicional catalana, La Corranda. Fa de tècnic de gravació i mescles per a grups de cançó, dansa, teatre i titelles, on destaquen les més d'una dotzena de gravacions amb Xesco Boix. Realitza 3 discos LP per al segell Pu-put! (de la casa Zafiro), entre ells el disc de sons per a nens "Ep! El món parla: escoltem-lo". Col·labora com a músic amb la cantant Dolors Laffitte, el grup Titelles L'Estaquirot Arxivat 2020-02-06 a Wayback Machine. i el grup d'animació al carrer, Planxet i Sia.
Des de finals de 1981 a principis de 2014, ha estat enginyer de mescles de so de pel·lícules als estudis Sonoblok (Barcelona). I a partir de 1990, també n'és el cap tècnic. Entre els directors catalans amb els que ha treballat hi ha: Marc Recha (amb 6 títols), Vicente Aranda (6), Antonio Chavarrías (6), Bigas Luna (5), Cesc Gay (4), José Luis Guerin (3), Agustí Villaronga (3), Jaime Camino (3), Albert Serra (3), Pere Portabella (2), etc.
L'any 1991 obté el premi Goya al millor so per El rey pasmado. Novament candidat als anys 1992, 1994; 1996 i el 2010, amb Pa negre obtenint el premi al millor so als III Premis Gaudí. Es jubila professionalment al març de 2014.